# Archiv für hessische Geschichte und Altertumskunde
Das Archiv für hessische Geschichte und Altertumskunde (AHG) ist die seit 1835 erscheinende Jahresschrift des Historischen Vereins für Hessen mit Sitz in Darmstadt.

## Geschichte und Erscheinen
Das AHG wurde 1835 unter dem Titel Archiv für hessische Geschichte und Alterthumskunde zwei Jahre nach der Gründung des Historischen Vereins für das Großherzogtum Hessen durch den Juristen Johann Wilhelm Christian Steiner ins Leben gerufen und erschien in 15 Bänden bis 1884. Seit 1893 erscheint die Neue Folge. Mit dem zweiunddreißigsten Band im Jahr 1974 wurde die jährliche Herausgabe gestartet.
Zu den Schwerpunkten des Jahrbuches gehören die Landes- und Ortsgeschichte des historischen Großherzogtums Hessen und seiner Nachfolgestaaten. Primär wird damit die Historie der einstigen Provinzen Oberhessen, Rheinhessen und Starkenburg abgebildet. Dazu finden sich in jeder Ausgabe 10 bis 15 wissenschaftliche Aufsätze und umfangreiche Rezensionen zu geschichtswissenschaftlichen Publikationen aus dem Bereich der Historie Hessen(-Darmstadts). Dabei sind unter anderem die Themenfelder Kunst- und Kultur, Archäologie, Verfassungs-, Territorial- und Rechtsgeschichte berücksichtigt.